# Patrick Diethelm
Patrick Diethelm (* 1964 in Altstätten) ist ein Schweizer Koch. Er ist Direktor an der kulinarischen Fakultät des DCT University Center – Switzerland.

## Leben
Nach einer abgeschlossenen Berufsausbildung zum Koch bildete sich Diethelm stetig weiter und arbeitete in namhaften Hotel- und Gastrobetrieben.
Chef Diethelm coachte unter anderem das Schweizer Culinary Junioren National Team und gewann mit diesem im Jahr 2004 den Olympiasieg und 3 Goldmedaillen an den „Culinary Olympics“ in Erfurt. 
Patrick Diethelm wurde im Jahr 2005 die „Medal of honour“ vom Schweizerischen Kochverband verliehen. 2007 wurde er zum Vizepräsidenten des Schweizerischen Kochverbandes gewählt. Ebenfalls im Jahr 2007 organisierte Chef Diethelm den ersten SENAC – DCT Culinary Cup in São Paulo.
Im Jahr 2009 wurde er durch die „American Culinary Federation“ zum Ehrenmitglied der „American Academy of Chefs“ gewählt.
Am WACS Congress in Santiago de Chile wurde Chef Diethelm im Jahr 2010 zum jüngsten Ehrenmitglied des Weltkochverbandes WACS gewählt.